# Taulis
Taulis település Franciaországban, Pyrénées-Orientales megyében. Lakosainak száma 58 fő (2022. január 1.). Taulis Saint-Marsal, Montbolo és Corsavy községekkel határos.

## Népesség
A település népessége az elmúlt években az alábbi módon változott:
| Lakosok száma | 50   | 50   | 51   | 52   | 55   | 56   | 58   | 59   | 58   |
|               | 2013 | 2015 | 2016 | 2017 | 2018 | 2019 | 2020 | 2021 | 2022 |